# América Futebol Clube (Caaporã)
América Futebol Clube é uma agremiação esportiva de Caaporã, no estado da Paraíba, fundada a 10 de abril de 1944. Atualmente está licenciado do futebol profissional.

## História
O América jogou 3 edições do Campeonato Paraibano, entre 2002 e 2004, quando ficou em quarto lugar na classificação geral. Desistiu de participar do estadual de 2005, não voltando a jogar nenhuma competição oficial promovida pela Federação Paraibana de Futebol desde então.
Sua vitória mais expressiva foi em 16 de março de 2003, quando goleou o tradicional Auto Esporte por 10 a 0.